# Okopy (obwód lwowski)
Okopy (ukr. Окопи) – wieś na Ukrainie, w obwodzie lwowskim, w rejonie lwowskim (wcześniej w rejonie żółkiewskim).
Do 1945 w Polsce, w województwie lwowskim, w powiecie rawskim, w gminie Magierów. 
Do 1934 Okopy były siedzibą samodzielnej gminy jednostkowej.